# Wapen van Luyksgestel

Wapen van Luyksgestel

Het wapen van Luyksgestel werd op 3 juli 1920 bij Koninklijk Besluit aan de toenmalige Noord-Brabantse gemeente Luyksgestel verleend. Op 1 januari 1997 ging Luyksgestel op in de gemeente Bergeijk, waarmee het wapen kwam te vervallen.

## Blazoenering
De blazoenering bij het wapen luidt als volgt:
In zilver drie boomen van sinopel op eenen geestgrond van natuurlijke kleur. Het schild gedekt met eene gouden kroon van drie bladeren en twee parelpunten.
De heraldische kleuren zijn zilver (wit) en sinopel (groen). De geestgrond (niet te verwarren met goudkleur) is van natuurlijke kleur. Het wapen is gedekt met een gravenkroon.

## Geschiedenis
Luyksgestel heeft in de achttiende eeuw een zegel gehad met het wapen van Loon. In 1813 werd de gemeente ondergebracht in de provincie Antwerpen, waarna een nieuw wapen werd aangevraagd. Met dit voorstel is niets gedaan. Nadat in 1818 Luyksgestel bij Noord-Brabant werd gevoegd heeft men een zegel laten snijden met daarop een afbeelding van St. Maarten, de parochieheilige. Een soortgelijke afbeelding stelde de burgemeester voor toen in 1919 opnieuw een wapen werd aangevraagd. Dit voorstel werd echter door de Hoge Raad van Adel geweigerd omdat men liever geen nieuwe wapens met afbeeldingen van heiligen erop wilde hebben. De HRvA kwam met een nieuw voorstel gebaseerd op de naam van de gemeente, gestel als bos op zandgrond. Dit werd gesymboliseerd door de drie bomen. De gemeenteraad kon zich in dit voorstel vinden.
Aalburg
· Aalst
· Aarle-Rixtel
· Alem 
· Alem, Maren en Kessel
· Almkerk
· Alphen en Riel
· Andel
· Baardwijk
· Bakel en Milheeze
· Beek en Donk
· Beers
· Berghem
· Berkel-Enschot
· Berlicum
· Besoyen
· Beugen en Rijkevoort
· Bladel en Netersel
· Bokhoven
· Borkel en Schaft
· Boxmeer
· Budel
· Capelle
· Chaam
· Cromvoirt
· Cuijk
· Cuijk en Sint Agatha
· De Werken en Sleeuwijk
· Den Dungen
· Deurne en Liessel
· Dieden, Demen en Langel
· Diessen
· Dinteloord (en Prinsenland)
· Dinther
· Dommelen
· Drongelen, Haagoort, Gansoijen en Doeveren
· Drunen
· Duizel en Steensel
· Dussen
· Eersel
· Eethen
· Emmikhoven en Waardhuizen
· Empel en Meerwijk
· Engelen
· Erp
· Esch
· Escharen
· Fijnaart en Heijningen
· Gassel
· Geffen
· Geldrop
· Gemert
· Genderen
· Gestel en Blaarthem
· Giessen
· Ginneken en Bavel
· Grave
· 's Gravenmoer
· Haaren 
· Halsteren
· Haps
· Haren en Macharen
· Hedikhuizen
· Heesch
· Heeswijk
· Heeswijk-Dinther
· Heeze
· Helvoirt
· Herpt
· Hoeven
· Hooge en Lage Mierde
· Hooge en Lage Zwaluwe
· Hoogeloon, Hapert en Casteren
· Huijbergen
· Kessel
· Klundert
· Landerd
· Leende
· Liempde
· Lierop
· Lieshout
· Linden
· Lith
· Luyksgestel
· Maarheeze
· Maasdonk
· Maashees en Overloon
· Made en Drimmelen
· Maren
· Meeuwen
· Megen, Haren en Macharen
· Mierlo
· Mill en Sint Hubert
· Moergestel
· Nederwetten en Eckart
· Nieuw-Ginneken
· Nieuw-Vossemeer
· Nieuwkuijk
· Nistelrode
· Nuenen en Gerwen
· Nuland
· Oeffelt
· Oerle
· Oijen en Teeffelen
· Oost-, West- en Middelbeers
· Oploo, Sint Anthonis en Ledeacker
· Ossendrecht
· Oud en Nieuw Gastel
· Oudenbosch
· Oudheusden
· Princenhage
· Prinsenbeek
· Putte
· Raamsdonk
· Ravenstein
· Reek
· Reusel
· Riethoven
· Rijsbergen
· Rijswijk
· Roosendaal en Nispen
· Rosmalen
· Sambeek
· Schaijk
· Schijndel
· Sint Anthonis
· Sint-Michielsgestel
· Sint-Oedenrode
· Soerendonk, Sterksel en Gastel
· Sprang
· Sprang-Capelle
· Standdaarbuiten
· Stiphout
· Stratum
· Strijp
· Terheijden
· Teteringen
· Tongelre
· Uden
· Udenhout
· Veen
· Veghel
· Veldhoven en Meerveldhoven
· Velp
· Vessem, Wintelre en Knegsel
· Vierlingsbeek
· Vlierden
· Vlijmen
· Vrijhoeve-Capelle
· Wanroij
· Waspik
· Werkendam
· Westerhoven
· Wijk en Aalburg
· Willemstad
· Woensel (en Eckart)
· Woudrichem
· Wouw
· Zeeland
· Zesgehuchten
· Zevenbergen